# Flugplatz Neustift

i7
i11
i13
Der Flugplatz Neustift ist ein italienischer Flugplatz in Neustift bei Brixen in Südtirol. Der Flugplatz verfügt lediglich über eine 250 Meter lange Graspiste (02/20) und kann daher nur von Leichtflugzeugen genutzt werden. Er ist ausgelegt für Segelflugaktivitäten, für Rundflüge und für Rettungs- und Privatflüge geübter Piloten.

## Zwischenfälle
Im Jahr 2020 gab es einen Zwischenfall, bei dem ein Pilot mit einem Kleinflugzeug tödlich verunglückte.